# Trieces pubescens
Trieces pubescens là một loài tò vò trong họ Ichneumonidae.